# William Chapman Hewitson
Pour les articles homonymes, voir Chapman.
William Chapman Hewitson est un naturaliste britannique, né le 9 janvier 1806 à Newcastle upon Tyne et mort le 28 mai 1878.
Grand collectionneur, ce naturaliste se consacre particulièrement aux coléoptères et aux lépidoptères ainsi qu’aux nids d’oiseaux.
Sa collection de papillons de jour était l’une des plus importantes au monde.

## Honneurs
Plusieurs espèces lui sont dédiées :
- Pedaliodes hewitsoni (Staudinger, 1897)...

## Liste partielle des publications

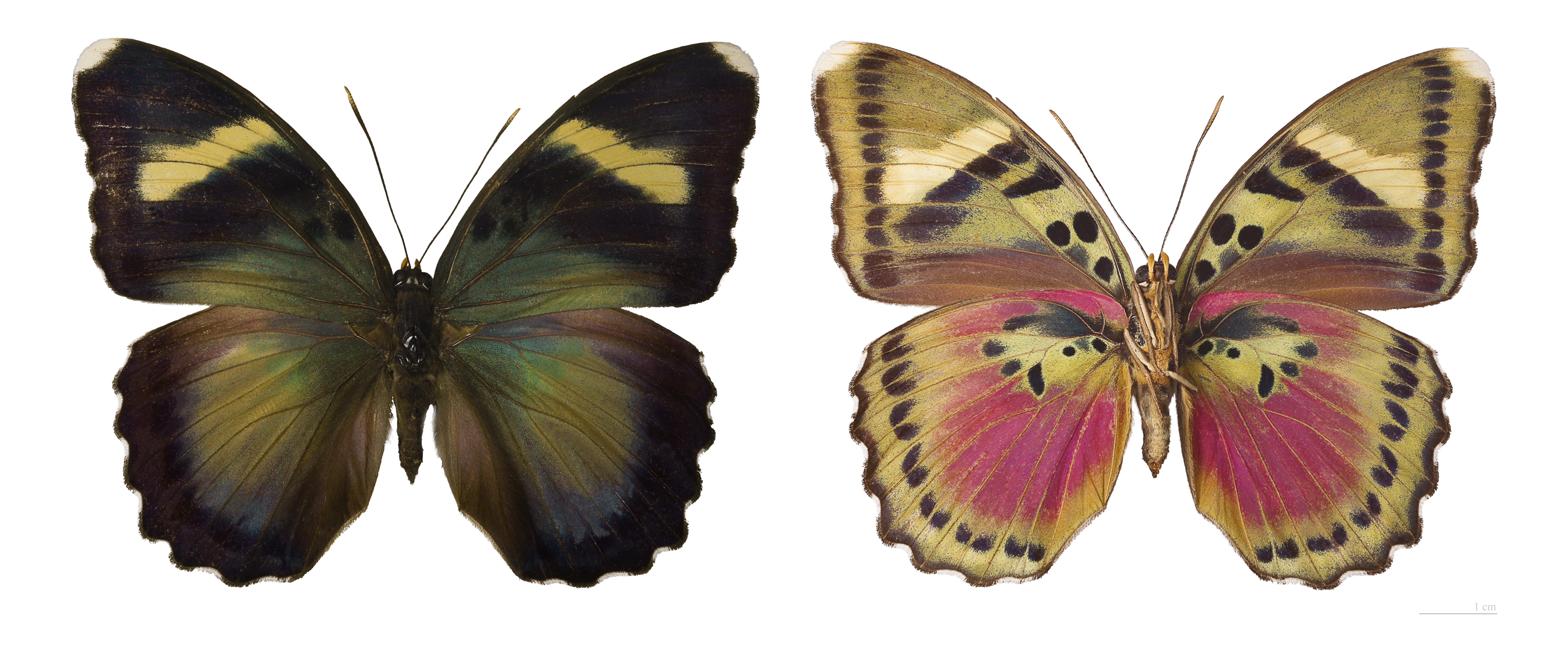
Euphaedra xypete - Décrit par Hewitson en 1865

- 1865 : Illustrations of diurnal Lepidoptera. Part I. Lycaenidae. John Van Horst, Londres (2) : 37–76, pl. 17–30
- 1867 : Illustrations of diurnal Lepidoptera. Part I. Lycaenidae. John Van Horst, Londres (3) : 77–114, pl. 31–46
- 1874 : Bolivian Butterflies Collected by Mr. Buckley. John Van Voorst, Londres, 22 p.
- 1877 : Illustrations of diurnal Lepidoptera. Part I. Lycaenidae. John Van Voorst, Londres, p. 185–208, pl. 74–83